# دادگاه عالی (مالزی)
دادگاه عالی (به انگلیسی: high court) در مالزی، از لحاظ سلسله مراتب دادگاه بعد از دادگاه فدرال و دادگاه استیناف قرار دارد. ماده ۱۲۱ قانون اساسی مالزی مقرر می‌دارد که دو دادگاه عالی تحت عنوان - دادگاه عالی مالایا و دادگاه عالی صباح و ساراواک (قبل از سال ۱۹۹۴، دادگاه عالی بورنئو)، با صلاحیت قضایی و حقوقی هم پایه باید وجود داشته باشد. قبل از سال ۱۹۶۹، دادگاه عالی سنگاپور نیز بخشی از نظام قضایی مالزی بود (به مقاله قانون در سنگاپور مراجعه کنید).
دفتر ثبت اصلی دادگاه عالی مالایا در کوالالامپور قرار دارد و سایر دفاتر ثبت در همه ایالت‌های شبه‌جزیره مالزی در دسترس است، در حالی که دفتر ثبت اصلی دادگاه عالی صباح و ساراواک در کوچینگ است و سایر دفاتر ثبت در نقاط دیگر صباح و ساراواک قرار دارد. در تمام ۱۳ ایالت مالزی، در مجموع ۲۲ دفتر ثبت دادگاه عالی وجود دارد. دو دادگاه عالی همچنین جهت رسیدگی به امور، راهی دیگر شهرهای کوچکتر هم می‌شوند.
این دو دادگاه عالی، دادگاه استیناف و دادگاه فدرال به عنوان دادگاه‌های برتر طبقه‌بندی می‌شوند، در حالی که دادگاه بخش و جلسات دادرسی در طبقه دادگاه‌های تابع قرار می‌گیرند. دادگاه‌های عالی هم به عنوان یک دادگاه صلاحیت رسیدگی نخستین و هم به عنوان یک دادگاه استیناف عمل می‌کنند و ریاست هر کدام بر عهده یک قاضی ارشد (قبل از سال ۱۹۹۴، رئیس قوه قضائیه) است. قضات ارشد مالایا و صباح و ساراواک پس از رئیس دادگاه فدرال (قبل از سال ۱۹۹۴، رئیس دادگاه فدرال) و رئیس دادگاه استیناف، سومین و چهارمین مقام عالی در قوه قضاییه مالزی هستند.